# Whisper Me a Love Song
Whisper Me a Love Song (ささやくように恋を唄う?, Sasayaku yō ni koi o utau, lett. "Cantami una canzone d'amore") è un manga yuri scritto e disegnato da Eku Takeshima, pubblicato in Giappone dalla casa editrice Ichijinsha sulla rivista Comic Yuri Hime dal 2019. Il primo volume dell'edizione italiana, pubblicato da Star Comics per la collana Queer, è stato edito il 4 agosto 2021.
Un adattamento anime prodotto da Cloud Hearts e Yokohama Animation Laboratory è stato trasmesso dal 13 aprile al 28 dicembre 2024.

## Trama
Il giorno della cerimonia d'ammissione al liceo, Himari, una delle matricole, assiste all'esibizione per la festa di benvenuto di Yori, la cantante facente parte della band che si era presentata per la festa. Sin dal primo momento Himari prova un sentimento simile all'infatuazione, che da subito inizia a definire come "amore a prima vista". Presa da questa forte emozione, dopo il concerto Himari tenta in tutti i modi di rivedere Yori, e non appena le due si incontrano la ragazza confessa subito la sua profonda ammirazione verso la cantante e il suo grande apprezzamento verso la sua musica. La senpai, non appena recepisce ciò che Himari prova, si innamora di lei, avendo interpretato male i sentimenti della ragazza, che provava compiacimento nell'ascoltare i suoi brani, ma non era seriamente innamorata di lei. Questo interpretare erroneamente i sentimenti di Himari darà inizio alle vicende del manga, in cui Yori si prometterà successivamente di conquistare l'affetto e l'amore della ragazza per davvero.

## Personaggi
Himari Kino (木野 ひまり?, Kino Himari)
Doppiata da: Hana Shimano
Himari è una delle protagoniste delle vicende del manga; è una studentessa frequentante il primo anno di liceo dai capelli arancioni e la statura bassa, spesso molto energica. Durante il suo primo giorno nel nuovo istituto si innamora del canto di Yori, la cantante della band presentatasi alla festa di benvenuto, e non appena le si presenta l'opportunità di parlarle le dichiara il suo "amore a prima vista", facendo nascere nella testa della ragazza non pochi fraintendimenti. Viene spesso affiancata dalla sua migliore amica e compagna sin dall'infanzia Miki, la quale svolgerà un ruolo fondamentale nella nascita della relazione fra Himari e Yori.
Yori Asanagi (朝凪 依?, Asanagi Yori)
Doppiata da: Asami Setō (dialoghi), Kana Sasakura (canto)
Yori è una studentessa del terzo anno, cantante in una band e amante della musica. È lei la seconda protagonista della storia: dopo la confessione di Himari infatti, si innamora di quest'ultima, promettendosi di conquistare i sentimenti della ragazza. Yori è definita da tutte le sue compagne come una persona parecchio stoica (nonostante sia spesso timida e impacciata, soprattutto prima di salire sul palco) i cui passatempi sono suonare la sua chitarra da sola sul tetto della scuola e collezionare simpatici gadget a forma di gattini. Yori, soffrendo di ansia da palcoscenico, prima di un concerto è solita scriversi sul palmo della mano il kanji "hito" (人 persona) fingendo di mangiarselo. Questo atto in Giappone è considerato da molti un modo per mantenere la calma.
Miki Mizuguchi (水口 未希?, Mizuguchi Miki)
Doppiata da: Aoi Koga
Amica e compagna di classe di Himari sin dalla prima elementare, fa parte del club della banda di ottoni. Miki è molto legata alla sua amica d'infanzia Himari, e durante tutta la serie agisce indirettamente nella relazione tra la ragazza e Yori, raccogliendo informazioni principalmente grazie a sua sorella, Aki.
Aki Mizuguchi (水口 亜季?, Mizuguchi Aki)
Doppiata da: Mikako Komatsu
Aki è la sorella maggiore di Miki; ha il ruolo di bassista nella band SS GIRLS ed è la migliore amica di Yori. Aki sembra dimostrare una spiccata curiosità verso la relazione che Himari e Yori sviluppano durante il corso della serie, cercando in tutti i modi di aiutare quest'ultima a relazionarsi con Himari, aiutandola spesso a fare il primo passo.
Mari Tsutsui (筒井 真理?, Tsutsui Mari)
Doppiata da: Konomi Kohara
Studentessa del terzo anno e batterista nella band SS GIRLS. Viene spesso vista con Kaori.
Kaori Tachibana (橘 香織?, Tachibana Kaori)
Doppiata da: Ai Kakuma
Studentessa del terzo anno e tastierista delle SS GIRLS, è una ragazza molto estroversa e allegra; spesso tende ad inventare nuovi soprannomi per ognuna delle sue compagne. La si vede regolarmente con la compagna Mari.
Momoka Satomiya (里宮 百々花?, Satomiya Momoka)
Doppiata da: Reina Ueda
Momoka è una studentessa del secondo anno ed è la presidentessa del Culinary Research Club. Gentile e solidale, fa presto amicizia con Himari, che si unisce al suo club di cucina.
Shiho Izumi (泉 志帆?, Izumi Shiho)
Doppiata da: Yuna Nemoto (dialoghi), Sui Mizukami (canto)
Una studentessa del secondo anno, ex cantante-chitarrista delle SS GIRLS che ora fa parte di una band rivale.
Hajime Amasawa (天沢 始?, Amasawa Hajime)
Doppiata da: Chika Anzai
Una studentessa del secondo anno che è la batterista di Lorelei. Viene spesso vista in compagnia di Momoka.

## Media

### Manga
Il manga, scritto e disegnato da Eku Takeshima, viene serializzato dal 18 febbraio 2019 sulla rivista Comic Yuri Hime edita da Ichijinsha. I capitoli vengono raccolti in volumi tankōbon a partire dal 18 giugno 2019; al 27 giugno 2025 il numero totale ammonta a 11.
In Italia la serie viene pubblicata da Star Comics nella collana Queer dal 4 agosto 2021. La traduzione dei testi è curata da Alice Settembrini, mentre il lettering è realizzato da Federica Bellinato.

#### Volumi
| Nº | Data di prima pubblicazione | Data di prima pubblicazione                                                 | Data di prima pubblicazione | Data di prima pubblicazione |
| Nº | Giapponese                  | Giapponese                                                                  | Italiano                    | Italiano                    |
| -- | --------------------------- | --------------------------------------------------------------------------- | --------------------------- | --------------------------- |
| 1  | 18 giugno 2019              | ISBN 978-4-7580-7950-1                                                      | 4 agosto 2021               | ISBN 978-88-226-2451-2      |
| 2  | 20 gennaio 2020             | ISBN 978-4-7580-2074-9                                                      | 29 settembre 2021           | ISBN 978-88-226-2597-7      |
| 3  | 17 giugno 2020              | ISBN 978-4-7580-2135-7                                                      | 1º dicembre 2021            | ISBN 978-88-226-2799-5      |
| 4  | 14 gennaio 2021             | ISBN 978-4-7580-2201-9                                                      | 2 febbraio 2022             | ISBN 978-88-226-2962-3      |
| 5  | 17 settembre 2021           | ISBN 978-4-7580-2294-1                                                      | 30 marzo 2022               | ISBN 978-88-226-3032-2      |
| 6  | 18 aprile 2022              | ISBN 978-4-7580-2397-9                                                      | 15 febbraio 2023            | ISBN 978-88-226-3781-9      |
| 7  | 18 gennaio 2023             | ISBN 978-4-7580-2491-4                                                      | 11 ottobre 2023             | ISBN 978-88-226-4287-5      |
| 8  | 18 luglio 2023              | ISBN 978-4-7580-2578-2                                                      | 4 giugno 2024               | ISBN 978-88-226-4818-1      |
| 9  | 18 marzo 2024               | ISBN 978-4-7580-2694-9 (ed. regolare) ISBN 978-4-7580-2695-6 (ed. limitata) | 25 marzo 2025               | ISBN 978-88-226-5496-0      |
| 10 | 29 luglio 2024              | ISBN 978-4-7580-2742-7 (ed. regolare) ISBN 978-4-7580-2743-4 (ed. limitata) | 26 agosto 2025              | ISBN 978-88-226-5909-5      |
| 11 | 27 giugno 2025              | ISBN 978-4-7580-2926-1 (ed. regolare) ISBN 978-4-7580-2927-8 (ed. limitata) | —                           | —                           |

### Anime
Il 13 gennaio 2023 è stata annunciata la produzione di un adattamento anime dell'opera: tale adattamento è curato dallo studio Cloud Hearts fino all'episodio 10 (con lo studio Yokohama Animation Laboratory accreditato come supervisore) e vede Xin Ya Cai come regista (sostituito poi da Akira Mano a causa di problemi di salute), Hiroki Uchida alla supervisione della sceneggiatura e Minami Yoshida come character designer. Il 10 novembre dello stesso anno, viene pubblicato il primo trailer dell'adattamento animato, indicando inoltre lo slittamento della messa in onda da gennaio ad aprile 2024. Vengono altresì confermate le doppiatrici: Hana Shimano sarà la voce di Himari Kino, mentre Asami Seto doppierà Yori Asanagi. La serie è stata trasmessa dal 13 aprile al 28 dicembre 2024 nel contenitore NUMAnimation su TV Asahi. La sigla d'apertura è Follow your arrows cantata dalle SSGIRLS, mentre quella di chiusura è Gifty di Hana Shimano. In Italia i diritti della serie sono stati acquistati da Yamato Video che l'ha pubblicata in simulcast in versione sottotitolata sul canale Anime Generation di Prime Video dal 19 aprile al 28 dicembre 2024.
Il 1º giugno 2024 viene annunciato lo slittamento degli episodi 9 e 10 alla fine del mese e la sospensione dell'anime a tempo indeterminato: tale decisione nasce dai problemi nella realizzazione degli episodi dello show a partire dal terzo episodio in avanti, generati dalla decisione di alcuni membri dello staff di abbandonare il lavoro dopo i primi due episodi e di affidare la realizzazione di segmenti dei successivi episodi ad altri studi. Il 15 novembre 2024 è stato comunicato che gli episodi 11 e 12 sarebbero andati in onda il 28 dicembre 2024.

#### Episodi
| Nº | Titolo italiano Giapponese 「Kanji」 - Rōmaji                                                                                 | In onda          | In onda |
| Nº | Titolo italiano Giapponese 「Kanji」 - Rōmaji                                                                                 | Giapponese       |         |
| 1  | Il tetto, la chitarra e la senpai. 「屋上と、ギターと、先輩と。」 - Okujō to, Gitā to, senpai to.                             | 14 aprile 2024   |         |
| 2  | L'amore, l'appuntamento, e poi... 「好き、デート、そして…」 - Suki, dēto, soshite…                                            | 21 aprile 2024   |         |
| 3  | La confessione, il dubbio. 「告白と、戸惑いと。」 - Kokuhaku to, tomadoi to.                                                  | 28 aprile 2024   |         |
| 4  | Progressi, impazienza e una serena determinazione. 「進展と、焦りと、静かな決意。」 - Shinten to, aseri to, shizukana ketsui. | 5 maggio 2024    |         |
| 5  | Il ritorno, l'incontro, la promessa. 「帰り道、出会いと、約束。」 - Kaerimichi, deai to, yakusoku.                            | 12 maggio 2024   |         |
| 6  | L'amore a prima vista e il giorno della promessa. 「ひとめぼれと、約束の日。」 - Hitomebore to, yakusoku no hi.               | 19 maggio 2024   |         |
| 7  | Il passato, la canzone, il segreto. 「過去と、歌と、秘密。」 - Kako to, uta to, himitsu.                                      | 25 maggio 2024   |         |
| 8  | Un vecchio sogno, l’amicizia. 「かつての夢と、友だちと。」 - Katsute no yume to, tomodachi to.                                | 1º giugno 2024   |         |
| 9  | Il piano, i fallimenti, la confusione. 「計画と、失敗と、波乱と。」 - Keikaku to, shippai to, haran to.                       | 22 giugno 2024   |         |
| 10 | I ricordi e i pensieri di quel giorno. 「あの日の記憶、あの日の想い。」 - Ano ni no kioku, ano ni no omoi.                    | 29 giugno 2024   |         |
| 11 | Il confronto, il fraintendimento. 「対峙と、かけ違い。」 - Taiji to, kakechigai.                                              | 28 dicembre 2024 |         |
| 12 | La canzone che voglio dedicarti. 「君に届けたい唄。」 - Kimi ni todoketai uta.                                                | 28 dicembre 2024 |         |

### Teatro
Nel maggio 2024 è stato annunciato che un adattamento teatrale intitolato Butai: Sasayaku yō ni koi o utau (舞台『ささやくように恋を唄う』? lett. "Spettacolo teatrale "Cantami una canzone d'amore"") sarebbe andato in scena dal 26 luglio al 2 agosto seguenti al Theater1010 di Tokyo. È diretto da Tomoyuki Ueno, scritto da Yuniko Ayana e vede le attrici Yui Watanabe e Momoka Ishii interpretare rispettivamente Himari e Yori.

## Accoglienza
Erica Friedman di Yuricon ha affermato nella sua recensione che, sebbene la storia non sia rivoluzionaria, è «così piacevole e piena di personaggi così gradevole, che è una gioia da leggere». Al contrario, The OASG ha criticato la sua capacità di mantenere la serie interessante, «Eku Takeshima sta scommettendo il successo di tutta questa storia sulla forza della relazione tra Himari e Yori e anche se questo potrebbe aver funzionato se questa storia fosse stata un breve one-shot, non è abbastanza per un'intera serie».
Rebecca Silverman di Anime News Network ha elogiato i personaggi e l'ha definita «una serie yuri da non perdere». Anche Nicki Bauman ha elogiato i personaggi, definendoli «deliziosamente appassionati ed eccitati l'uno dall'altro», ma ha criticato il ritmo della serie.
Nel 2020, Whisper Me a Love Song ha fatto parte dei primi 20 finalisti di Niconico e del Da Vinci's Next Manga Awards.